# 58e cérémonie du Deutscher Filmpreis
La 58e cérémonie des Deutscher Filmpreis, organisée par la Deutsche Filmakademie (« Académie du film allemand »), s'est déroulée le 25 avril 2008 au Palais am Funkturm à Berlin, et a récompensé les films sortis en 2007.

## Palmarès
- Meilleur film :
  -  De l'autre côté (Auf der anderen Seite) de Fatih Akın
  -  Cherry Blossoms (Kirschblüten – Hanami) de Doris Dörrie
  -  La Vague (Die Welle) de Dennis Gansel
  - Et puis les touristes (Am Ende kommen Touristen) de Robert Thalheim
  - Shoppen de Ralf Westhoff
  - Yella de Christian Petzold